# Szuhakálló
Szuhakálló es un pueblo húngaro perteneciente al distrito de Kazincbarcika, condado de Borsod-Abaúj-Zemplén.

## Superficie
Cuenta con una superficie de 6,96 km².

## Demografía
Hasta 2024 la población era de 942 habitantes, con una densidad de población de 135,34 hab/km².
| Gráfica de evolución demográfica de Szuhakálló entre 2020 y 2024 |
|                                                                  |
| Datos según la Oficina Central de Estadística de Hungría.        |